# Олтмен, Роберт
Ро́берт Бе́рнард О́лтмен (англ. Robert Bernard Altman;20 февраля 1925[…], Канзас-Сити, Миссури — 20 ноября 2006[…], Лос-Анджелес, Калифорния) — американский кинорежиссёр и сценарист, продюсер. Третий из четырёх режиссёров на данный момент (вместе с Анри-Жоржем Клузо, Микеланджело Антониони и Джафаром Панахи), который стал обладателем всех высших конкурсных наград фестивалей «большой тройки» — «Золотой пальмовой ветви», «Золотого льва» и «Золотого медведя». Наряду с Мартином Скорсезе, Фрэнсисом Фордом Копполой, Сэмом Пекинпой, Вуди Алленом, Стэнли Кубриком и Романом Полански — один из крупнейших режиссёров Нового Голливуда.

## Биография

### Ранние годы
Олтмен родился 20 февраля 1925 года в Канзас-Сити, штат Миссури, в семье Хелен (урождённой Мэтьюз) и Бернарда Клемента Олтмена, богатого страховщика и игрока-любителя, который происходил из высшего сословия. Олтмен имел немецкие, английские и ирландские корни; его дед по отцовской линии, Фрэнк Олтмен-старший, изменил фамилию на английский манер: с «Altmann» на «Altman». Олтмен получил католическое воспитание в иезуитских школах, в том числе в средней школе Рокхерст в Канзас-Сити, но, повзрослев, отошёл от религиозной практики, хотя его и упоминали как «своего рода католика» и католического режиссёра.
Окончил военную академию Вентворта в Лексингтоне, штат Миссури, в 1943 году. В 1943 году в возрасте восемнадцати лет вступил в ВВС армии США. Во время Второй мировой войны выполнил более пятидесяти боевых вылетов в качестве члена экипажа на бомбардировщике B-24 («Либерейтор») 307-й бомбардировочной группы на Борнео и в Голландской Ост-Индии. Про этот период он довольно иронически отзывался в одном из интервью: «В нас часто стреляли. Это было довольно страшно, но, когда ты молод, всё воспринимается по-другому. А мне было девятнадцать-двадцать. Тогда только о девушках и думаешь». После демобилизации учился на инженера в университете Миссури. Запатентовал аппарат для татуирования собак с целью их идентификации.
В свободное время Олтмен написал нуаровый сценарий «Телохранитель», по которому режиссёр Ричард Флейшер в 1948 году снял фильм. Вдохновлённый этим успехом, Олтмен перебрался в Нью-Йорк, где некоторое время пытался зарабатывать на жизнь писательством. В 1950-е годы вернулся в родной Канзас-Сити, где снял 65 короткометражных документальных лент, в основном по заказам корпорации Calvin.
В 1955 году Олтмен достиг договорённости с местными банкирами о финансировании художественного фильма «Правонарушители» по собственному сценарию. Фильм не имел успеха, и следующий появился только в 1969 году, когда наступала эра Нового Голливуда. К этому времени Олтмен стал востребованным телережиссёром, сняв несколько серий антологии «Альфред Хичкок представляет».

### Новый Голливуд
В мир большого кино Олтмен пришёл сравнительно поздно. Ему было 45 лет, когда в 1970 году «Золотая пальмовая ветвь» Каннского фестиваля была присуждена его чёрной комедии «Военно-полевой госпиталь». Фильм мгновенно сделал его режиссёром первой величины. Лента была принята на ура не только в Европе, но и в Америке, заработав 6 номинаций на «Оскар». Крупнейшие студии пытались заинтересовать многообещающего режиссёра коммерческими проектами, однако Олтмен их отверг и подтвердил свою репутацию «белой вороны», неожиданно для всех обратившись к экспериментальному сюрреализму (фильм «Брюстер Маклауд»).
Одной из отличительных черт олтменовского стиля 1970-х были многослойные, перехлёстывающиеся диалоги (зачастую сымпровизированные прямо на съёмочной площадке) и постоянное экспериментирование со звуком. К числу высших достижений Нового Голливуда принадлежат исторический фильм «Маккейб и миссис Миллер» (1971), в котором с позиций натурализма пересматриваются знакомые штампы голливудского вестерна, и многофигурная фреска о мире кантри-музыки «Нэшвилл» (1975), претендовавшая на «Оскар» в 5 номинациях (однако зрительского успеха эта картина не имела). Как и «Военно-полевой госпиталь», эти два фильма внесены в Национальный реестр наиболее значительных фильмов в истории США.
После мистического артхауса «Три женщины» (1977) Олтмен с каждым новым фильмом пробовал свои силы в разных жанрах. Его работы конца 1970-х столкнулись с непониманием как голливудского истеблишмента, так и широкой публики. В фильмах тех лет задействована сплочённая актёрская команда (Генри Гибсон, Кит Кэррадайн, Шелли Дюваль и др.). Провал музыкальной комедии «Попай» (1980) с Робином Уильямсом вынудил Олтмена продать собственную студию Lion’s Gate и порвать с Голливудом. В течение 1980-х режиссёр в основном работал в бродвейских театрах, пробовал свои силы в документалистике, много времени проводил в Европе. Так, на рубеже 90-х годов Олтмен стал проживать в Париже.

### Позднее творчество

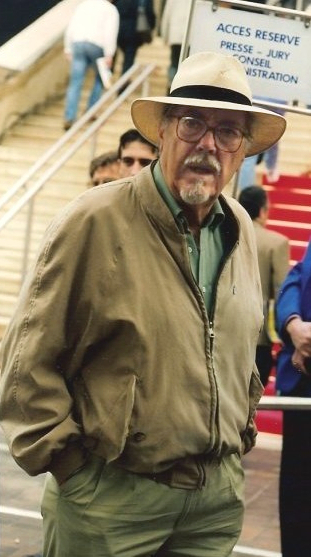
Роберт Олтмен в Каннах, 1992 год

В 1990 году Олтмен снял биографический фильм о Винсенте Ван Гоге «Винсент и Тео», который был задуман как телевизионный мини-сериал для вещания в Великобритании. Кинотеатральная версия фильма имела скромный успех в США, отметив значительный поворотный момент в критическом возрождении режиссёра.
В 1992 году Олтмен высказал свои критические мысли о Голливуде в фильме «Игрок». Сняться в нём бесплатно согласились 66 знаменитостей, включая Брюса Уиллиса и Джулию Робертс. Следующий фильм, «Короткие истории» (1993), был снят на основе коротких рассказов Раймонда Карвера. На Венецианском фестивале этот фильм был удостоен «Золотого льва». Кинопресса объявила «Короткие истории» самой сильной работой Олтмена со времён «Нэшвилла».
В следующем фильме Олтмена «Высокая мода» (1994) приняли участие многочисленные суперзвёзды прошлых лет, как европейские, так и голливудские, включая Софи Лорен и Марчелло Мастроянни. Этот фильм о мире высокой моды получил разгромные отзывы и вовлёк режиссёра в ряд судебных разбирательств. Череда коммерческих и критических неудач конца 1990-х была прервана исторической лентой «Госфорд-парк» (2001), собравшей целое созвездие блестящих актёров британской театральной школы. «Госфорд-парк» номинировался на «Оскар» за лучший фильм и был удостоен премии за лучший сценарий. В 1999 году он был избран членом Американской академии искусств и наук.
Олтмен умер 20 ноября 2006 года в возрасте 81 года в медицинском центре «Сидарз-Синай» в Лос-Анджелесе. Смерть наступила в результате осложнений, вызванных лейкемией. Незадолго до этого ему был вручён почётный «Оскар» за вклад в развитие кинематографа. Тело режиссёра было кремировано; прах развеян в море.
Режиссёр Пол Томас Андерсон посвятил Олтмену свой фильм «Нефть» (англ. There Will Be Blood, 2007 года).

## Режиссёрский почерк
Несмотря на огромное разнообразие и неровность его фильмов, имя Олтмена ассоциируется главным образом с «саркастическими групповыми портретами того или иного социального или профессионального слоя». Так, в «Высокой моде» его мишенью становится экстравагантный мирок парижских кутюрье и модных показов, в «Госфорд-парке» — оторвавшаяся от реальности британская аристократия предвоенного периода, в «Труппе» — застывший в XIX веке мир классического балета.

Олтмен, один из статусных голливудских нонконформистов, не претендует на то, чтобы анатомировать и разрушать мифы. Он довольствуется тем, что вскрывает социальные механизмы. Но иногда поднимается «этажом выше», и образ целой эпохи под безжалостным и мудрым взглядом Олтмена скукоживается на глазах, как в «Госфорд-парке», реквиеме по поствикторианской эпохе.— Михаил Трофименков
Сюжетная информация подаётся Олтменом ненавязчиво, через периферийные диалоги, которые порой наслаиваются друг на друга. Мир его фильмов переполнен звуками, образами, персонажами и сюжетными линиями. Главный герой, как правило, отсутствует либо тонет в массе второстепенных персонажей. Противники олтменовской натуралистической манеры обвиняли режиссёра в пренебрежении законами сюжетосложения, считая его ленты бессвязными и драматургически рыхлыми.
В 2018 году производное прилагательное от фамилии режиссёра Altmanesque было включено в Оксфордский словарь английского языка.

## Мизантропия
В начале своего творческого пути Олтман имел репутацию мизантропа-натуралиста, скептически настроенного в отношении возможностей людей и их способности что-то изменить в своей жизни. Для его ранних фильмов характерно острое чувство вселенской несправедливости. Часто гибнут самые симпатичные, гармоничные персонажи — такие, как Барбара Джин в «Нэшвилле». Когда в этом фильме старик узнаёт о смерти жены, обособленность его горя подчёркнута неуместным излиянием воспоминаний из уст стоящего рядом охранника, причём монтажная склейка тут же переносит зрителя к хихиканью каких-то второстепенных персонажей. Подобная жёсткость, даже чёрствость режиссёра по отношению к своим героям и к зрителям вызывала критику со стороны кинокритиков, таких как например Дэйв Кер.

## Фильмография

### Художественные фильмы
- 1957 — Правонарушители / The Delinquents
- 1965 — Суп из мидий / Pot au feu (к/м)
- 1968 — Обратный отсчёт / Countdown
- 1969 — Тот холодный день в парке / That Cold Day in the Park
- 1970 — Военно-полевой госпиталь / MASH
- 1970 — Брюстер Маклауд / Brewster McCloud
- 1971 — Маккейб и миссис Миллер (другой вариант перевода — Бордель) / McCabe & Mrs. Miller
- 1972 — Образы / Images
- 1973 — Долгое прощание / The Long Goodbye
- 1974 — Воры как мы / Thieves Like Us
- 1974 — Калифорнийский покер / California Split
- 1975 — Нэшвилл / Nashville
- 1976 — Баффало Билл и индейцы / Buffalo Bill and the Indians, or Sitting Bull’s History Lesson
- 1977 — Три женщины / 3 Women
- 1978 — Свадьба / A Wedding
- 1979 — Квинтет / Quintet
- 1979 — Идеальная пара / A Perfect Couple
- 1980 — Здоровье / Health
- 1980 — Попай / Popeye
- 1982 — Приходи к пяти на встречу, Джимми Дин, Джимми Дин / Come Back to the Five and Dime, Jimmy Dean, Jimmy Dean
- 1983 — Неудачники / Streamers
- 1984 — Тайная честь / Secret Honor
- 1984 — О.С. и Стиггс / O.C. & Stiggs
- 1985 — Почему дураки влюбляются / Fool for Love
- 1987 — Это — судьба! (Без терапии) / Beyond Therapy
- 1987 — Ария (эпизод «Бореады») / Aria, segment: Les Boréades
- 1990 — Винсент и Тео / Vincent & Theo
- 1992 — Игрок / The Player
- 1993 — Короткие истории / Short Cuts
- 1994 — Высокая мода / Prêt-à-Porter
- 1996 — Канзас-Сити / Kansas City
- 1998 — Леший / The Gingerbread Man
- 1999 — Колесо фортуны / Cookie’s Fortune
- 2000 — Доктор «Т» и его женщины / Dr. T & the Women
- 2001 — Госфорд-парк / Gosford Park
- 2003 — Труппа / The Company
- 2006 — Компаньоны / A Prairie Home Companion

### Телевизионные фильмы
- 1988 — Трибунал над бунтовщиком с «Кейна» / The Caine Mutiny Court-Martial
- 1998 — Приложение-убийца / Killer App

### Документальные фильмы
- 1957 — История Джеймса Дина / The James Dean Story
- 1965 — История Кэтрин Рид / The Katherine Reed Stor (к/м)